# Fundulopanchax fallax
Fundulopanchax fallax е вид лъчеперка от семейство Nothobranchiidae. Видът е застрашен от изчезване.

## Разпространение
Разпространен е в Камерун.